# Ulm Hauptbahnhof
Ulm Hauptbahnhof – stacja kolejowa w Ulm, w kraju związkowym Badenia-Wirtembergia, w Niemczech. Znajduje się tu 7 peronów.
Na stacji zbiegają się linie: Filstalbahn, Württembergische Südbahn, Brenzbahn i Donautalbahn.